# Akademicki Klub Włóczęgów Wileńskich
Akademicki Klub Włóczęgów Wileńskich (AKWW) – męskie stowarzyszenie akademickie powołane w 1923 roku na Uniwersytecie Stefana Batorego w Wilnie (USB). Według założycieli miało ono być przeciwwagą dla zbyt „sztywnych” korporacji akademickich działających w okresie międzywojennym na polskich uniwersytetach.

## Historia
19 grudnia 1923 roku, studenci USB, Teodor Nagurski, Wacław Korabiewicz, Wacław Urbanowicz i Alfred Urbański, uważając, że królujące na polskich uniwersytetach korporacje akademickie są organizacjami zbyt sformalizowanymi i „sztywnymi” w codziennych kontaktach, postanowili powołać organizację bardziej odpowiadająca duchowi młodego pokolenia. Czesław Miłosz, będący jednym z członków tej organizacji, porównał ją w swoich wspomnieniach do amerykańskich hippisów. Odpowiednio do tej idei rolę sztandaru organizacji stanowiła „Laga” ze „Sznurem Jedności”, czyli wielka drewniana laska pasterska z uwiązanym do niej kolorowym (bordowo-złotym) sznurem. Zamiast wymyślnych „dekli” korporanckich, czy standardowych czapek akademickich, Włóczędzy nosili wielkie, czarne baskijskie berety z kolorowymi frędzlami. Ich kolor oznaczał miejsce w hierarchii klubowej. Kolor czerwony oznaczał „Noworodka”, żółty „Włóczęgę”, zaś złoty „Arcywłóczęgę”. Początkowo, zgodnie z duchem jaki przyświecał twórcom, organizacja nie miała statutu, była tworem niesformalizowanym. Jednak z czasem, aby móc korzystać ze wsparcia uczelni oraz uzyskać na swoje potrzeby lokal przeznaczony na siedzibę, musiano takowy statut napisać i zarejestrować.
Klub z założenia był organizacją apolityczną. Dzięki temu członkami organizacji były osoby o przekonaniach lewicowych, czy wręcz komunistycznych, jak Stefan Jędrychowski, Czesław Miłosz, Teodor Bujnicki, nacjonalistycznych jak Kazimierz Hałaburda, czy umiarkowanych poglądach demokratycznych jak Leon Lech Beynar (później znany jako Paweł Jasienica) czy Władysław Arcimowicz. Podstawowym elementem łączącym członków Klubu było poczucie humoru, zamiłowanie do turystyki i sportu oraz otwartość na innych ludzi.
Sprawdzianem poczucia humoru był rytuał pasowania na „Włóczęgę”. Wszystkie „Noworodki”, czyli osoby kandydujące do praw pełnego członkostwa w AKWW, musiały w określonym dniu stawić się w centrum miasta ubrani w czapeczki niemowlaków i śliniaczki, a następnie przemaszerować przez miasto na dworzec kolejowy aby udać się w okolice Wilna, gdzie w obecności wybranych odpowiednio „Matek Chrzestnych”, odbywał się akt „Chrztu Noworodków”. Wtedy też kandydat otrzymywał specjalne imię klubowe, które nie zawsze było zgodne z tym czego oczekiwała dana osoba. Na przykład Wacław Korabiewicz nosił imię „Kilometr”, Paweł Jasienica „Bachus”, Czesław Miłosz „Ja-yo” a Wacław Krukowicz „Majtek Złodziej”.
Głównym polem działalności AKWW było propagowanie turystyki. Początkowo utworzono w tym celu na USB specjalną sekcję ZNAJ (Zmarnowanej Niedzieli Ani Jednej), w ramach której Włóczędzy organizowali dla wszystkich chętnych cotygodniowe wycieczki w okolice Wilna. Sami Włóczędzy odbywali poza wycieczkami w okolice Wilna, także bardziej wyczynowe wyprawy. Najbardziej znana jest licząca 3 tys. km wyprawa kajakowa z Nowego Targu do Stambułu, odbyta w okresie 6 lipca – 13 września 1930 roku. Wcześniej, w dniach 20 czerwca – 25 lipca 1929 roku, Włóczędzy przepłynęli kajakiem z Wilna do Poznania (1700 km). Podobnych wypraw kajakowych było więcej. W późniejszych latach doświadczenia wodniackie członków Klubu pozwoliły na przygotowanie specjalnego szlaku kajakowego z Wilna do jeziora Narocz i z powrotem. Innym działaniem na rzecz rozwoju turystyki było spenetrowanie i uporządkowanie przez członków AKWW podziemi kościoła Św. Ducha w Wilnie.
Członkowie AKWW byli aktywni jednak nie tylko na polu turystyki. Wśród członków Klubu byli także poeci jak Czesław Miłosz i Teodor Bujnicki, ale i inni Włóczędzy, jak Kazimierz Hałaburda, Władysław Arcimowicz czy Wacław Korabiewicz publikowali swoje wiersze w wydawnictwa USB. Członkowie Klubu współpracowali także w przygotowaniu głośnych w mieście Szopek Akademickich, czy innych znaczących imprez kulturalnych jak na przykład tak zwane „Zabijanie Bazyliszka”.
AKWW był organizacją apolityczną, jednak po ukończeniu studiów przez członków pierwszego składu Klubu, Teodor Nagurski powołał nową organizację, tym razem o charakterze politycznym, Klub Włóczęgów Seniorów w Wilnie, która propagowała tak zwaną ideę krajowości. Jej członkowie stawiali na popieranie regionalizmu i szukali porozumienia z mniejszościami narodowymi zamieszkującymi Wileńszczyznę. Ideologami Klubu Włóczęgów Seniorów był Seweryn Wysłouch oraz Stanisław Swianiewicz. Z kolei Stefan Jędrychowski, Czesław Miłosz, Teodor Bujnicki czy Henryk Chmielewski związali się z komunizującą grupą Henryka Dembińskiego.
Działalność obu organizacji przerwała II wojna światowa, jednak w styczniu 1975 roku w Katowicach, w tamtejszej Śląskiej Akademii Medycznej, gdzie pracował jeden z dawnych Włóczęgów Tadeusz Ginko, doszło do przeniesienia tradycji AKWW na Akademicki Klub Kajakowy „Kajman”. Studenci otrzymali ocalone z wojny atrybuty AKWW, a ich klub nosił od tego momentu nazwę Akademicki Klub Włóczęgów „Kajman”. Po zakończeniu działalności tego klubu w latach osiemdziesiątych XX w., po upływie prawie dekady, 13 lutego 1990 doszło do kolejnego przekazania tradycji AKWW przez żyjącego Wacława Korabiewicza, na powołany w Wilnie przez młodych Polaków Klubu Włóczęgów Wileńskich. Ta organizacja działa do dzisiaj kultywując tradycję swoich poprzedników z okresu międzywojennego.

## Lista członków AKWW[9]
- Arcimowicz Władysław
- Baranowski-Tuhan Emir
- Bednarczyk Marian
- Berc Edward
- Beynar Leon Lech (Paweł Jasienica)
- Błażejewicz Kazimierz
- Bogucki T. L.
- Bohdanowicz Konrad
- Bohdziewicz Antoni
- Brokowski Zbigniew
- Brzozowski Wiesław
- Bujnicki Teodor
- Bujwid Józef
- Bujwid Tadeusz
- Bujwid Władysław
- Bulsiewicz Tadeusz
- Chaszkowski Tadeusz
- Chmielewski Henryk Leonard
- Chmielewski Aleksander
- Cybulin Anatol
- Czarnocki Jerzy
- Czerepak Mieczysław
- Czerniewski Antoni
- Ćwikliński Adam
- Dąbrowski Stanisław
- Dobrski Konrad
- Doliwa-Dobrowolski Florian
- Drzewicki Zygmunt
- Filanowicz Roman
- Gasiulis Władysław
- Ginko Tadeusz
- Głowecki Jan
- Godlewski Józef
- Górski Leonid
- Hałaburda Kazimierz
- Herman Czesław
- Idczak Kazimierz
- Jabłoński Zygmunt
- Janas Stanisław
- Janicki Stanisław
- Jasieński Jerzy
- Jeśman Ignacy
- Jędrychowski Stefan
- Kasputis Zbigniew
- Kepel Jerzy
- Klimek Lucjan
- Kondrat Jan
- Korabiewicz Wacław
- Kotlarczyk Czesław
- Krukowicz Wacław
- Kruszyński Jan
- Kuchto Oleg
- Kuczyński Aleksander
- Kufeldt Jerzy
- Kulowski Edmund
- Kuropatwa Stanisław
- Langhammer Edward
- Langhammer Jozef
- Leśniewski Czesław
- Łapiński Wacław
- Ławrynowicz Janusz
- Łoś Tadeusz
- Łotowski Jozef
- Mancewicz Feliks
- Masłowski Władysław
- Maśliński Józef
- Mazurek Józef
- Medyński Henryk
- Merło Stanisław
- Miksztowicz Bohdan
- Miłosz Czesław
- Mongird Roman
- Nagurski Bohdan
- Nagurski Teodor
- Narkiewicz Jozef
- Nitosławski Ignacy
- Noach Jerzy
- Obrycki Witold
- Okulicz Kazimierz
- Oświecimski Jerzy
- Pac-Pomarnacki Wacław
- Paciulewicz Stanisław
- Paczyński (Pacuk) Jan
- Parfianowicz Antoni
- Pawlikowski Witold
- Petrusewicz Władysław
- Pińczo
- Pogorzelski Wojciech
- Połowiński Czesław
- Prawko Mikołaj
- Putiatycki Józef
- Pytel Aleksy
- Raszkowski Tadeusz
- Religioni Wacław
- Rewkowski Zygmunt
- Rudziński Witold
- Ruszczyc Zygmunt
- Serafinowicz Józef
- Socha Józef
- Suryn
- Szulc Karol
- Szulc Paweł
- Szumański Tadeusz
- Śledziński Jan
- Święcicki Andrzej
- Taczanowski Stefan
- Tarasiewicz Wacław
- Trościanko Wiktor
- Trzebiński Tadeusz
- Tumiłowicz Stanisław
- Urbanowicz Władysław
- Urbański Alfred
- Urniaż Władysław
- Wasilewski Stanisław
- Wieczfiński Kazimierz
- Wierzbicki Józef
- Wiśniewski Stanisław
- Wysocki Adam
- Zabielski Henryk
- Zagórski Stefan
- Zasztowt Henryk
- Zatorski Tadeusz
- Zdralewicz Józef
- Zwolski Bogumił
- Żdżarski Wacław
- Żyliński Zygmunt